# Gustav Beer
Pour les articles homonymes, voir Beer.
Ne doit pas être confondu avec Gustave Beer.
Gustav Beer (né le 16 juin 1888 à Vienne, mort le 26 juillet 1983 à Nyack) est un librettiste autrichien.

## Biographie
Après des études à Vienne, il travaille dans la capitale autrichienne et à Berlin comme librettiste pour des opérettes. Il collabore avec des compositeurs connus comme Edmund Eysler, Eduard Künneke, Robert Stolz ou Oscar Straus et d'autres librettistes comme Julius Brammer et Ernst Marischka.
Après l'Anschluss, il doit émigrer et arrive, après être passé par les Pays-Bas et le Royaume-Uni, aux États-Unis,  à New York, où il continue à écrire. Avec Emmerich Kálmán, il crée l'"American League of Authors and Composers from Austria including Publishers" qui s'engage auprès des auteurs émigrés.

## Œuvre
- Das Narrenhaus. Opérette en un acte de Gustav Beer et Ernst Marischka, musique de Hans Cesek. Karczag, Vienne 1914.
- Die Millionengretl. Opérette en trois actes de Gustav Beer et Alfred Deutsch-German, musique de Franz Schönbaumsfeld. Karczag, Vienne 1916.
- Der König heiratet. Spectacle galant de Gustav Beer et Ernst Marischka, musique de Edmet Eysler. Sperling, Vienne 1920.
- Der Hampelmann. Vaudeville-Opérette en trois actes. Texte de Gustav Beer et Fritz Lunzer, musique de Robert Stolz. Drei Masken-Verlag, Berlin 1924.
- Die blonde Sphinx. Opérette en trois actes de Gustav Beer et Emmerich Földes, musique de Max Niederberger. Bürgertheaterverlag, Vienne 1925.
- Die große Unbekannte. Opérette 3 de Julius Wilhelm et Gustav Beer, musique de Franz von Suppé. Cranz, Leipzig 1925.
- Prinzessin Ti-Ti-Pa. Opérette en trois actes de Gustav Beer et Fritz Lunzer, musique de Robert Stolz. Weinberger, Vienne 1928.
- Die singende Venus. Opérette en trois actes de Gustav Beer et Fritz Lunzer, musique de Eduard Künneke. Edition Bristol, Vienne 1929.
- Der Bauerngeneral. Opérette en trois actes de Julius Brammer et Gustav Beer, musique de Oscar Straus. Karczag, Vienne 1931.
- Die Dame mit dem Regenbogen. Opérette en trois actes de Julius Brammer et Gustav Beer, musique de Jean Gilbert. Karczag, Vienne 1933.
- Frühlingsstürme. Opérette en trois actes. Texte de Gustav Beer, musique de Jaromír Weinberger. Drei Masken Verlag, Berlin 1933.
- Arizona-Lady. Opérette en deux actes. Texte de Alfred Grünwald et Gustav Beer, musique d'Emmerich Kálmán. Weinberger, Vienne 1954.

## Source de la traduction
- (de) Cet article est partiellement ou en totalité issu de l’article de Wikipédia en allemand intitulé « Gustav Beer » (voir la liste des auteurs).